# Sharbat Gula
Sharbat Gula (pashtu: شربت گله), född cirka 1972, är en afghansk kvinna (pashtun) vars bild fanns på förstasidan av National Geographic Magazines juninummer 1985.
Bilden togs av National Geographics fotograf Steve McCurry i flyktinglägret Nasir Bagh i Pakistan. Gulas hemby hade utsatts för sovjetiska bombningar 1984 och hon flydde med delar av familjen till Nasir Bagh. Gula kallades länge för den afghanska flickan då hennes identitet var okänd (McCurry hade inte tagit reda på hennes namn då han arrangerade fotografiet). I januari 2002, efter talibanregimens fall, åkte McCurry tillsammans med ett filmteam från National Geografic till Afghanistan och lyckades återfinna Gula i närheten av Tora Bora. En ny bild togs som publicerades på National Geographic tillsammans med en uppföljning av hennes liv.